# Клімен (цар Аркадії)
Кліме́н (дав.-гр. Κλύμενος; ім'я означає «знаменитий») — персонаж давньогрецької міфології, цар Аркадії або Аргосу, з дружиною Епікастою мав дочку Гарпаліку і синів Іда та Ферагра. 
Загорівся пристрастю до своєї дочки Гарпаліки, що призвело до кровозмісного зв'язку. Спокусивши Гарпаліку, Клімен одружив на ній Аластора, проте потім знову взяв її до себе. Через помсту Гарпаліка вбила народженого нею сина, який одночасно припадав їй братом, зварила його і поставила цю страву перед Кліменом. У покарання боги перетворили її на нічну птицю халкіду, а Клімен повісився. За іншими версіями, Гарпаліка наклала на себе руки або була вбита Кліменом.